# Valle dell'Ufita
La Valle dell'Ufita, o più comunemente Valle Ufita, è una valle dell'Appennino campano situata tra le province di Avellino (che ne comprende la parte maggioritaria) e di Benevento. La valle deve il suo nome all'omonimo fiume che nasce in una conca compresa tra i rilievi della Baronia e l'altipiano del Formicoso e, dopo un percorso inizialmente contorto e poi quasi rettilineo in direzione nord-ovest, riceve da destra l'affluente Miscano per divenire infine a sua volta tributario del Calore Irpino, entro cui si riversa all'altezza della stazione di Apice-Sant'Arcangelo-Bonito.
Molti dei comuni che si affacciano sulla valle appartengono alla Comunità montana dell'Ufita mentre l'intera vallata soggiace alla competenza dell'Autorità di bacino distrettuale dell'Appennino meridionale, subentrata fin dal 2016 alla soppressa Autorità di bacino dei fiumi Liri-Garigliano e Volturno.

## Geografia
I rilievi che cingono la valle raggiungono elevazioni relativamente modeste, tipiche dell'unità di Ariano e, più in generale, del settore interno dell'Appennino campano. Le altitudini maggiori si registrano nella Baronia ove Trevico raggiunge i 1094 m s.l.m.. Nel medio corso del fiume, soprattutto lungo la sua sponda destra presso la confluenza con il torrente Fiumarella, il fondovalle si apre a formare un'area pianeggiante piuttosto estesa, compresa amministrativamente nei comuni di Ariano Irpino, Castel Baronia, Flumeri, Frigento, Grottaminarda e Sturno. Più a valle il corso del fiume si restringe sensibilmente, mentre i rilievi tendono gradualmente ad abbassarsi fino ad assumere la conformazione di semplici colline che non superano i 650 m s.l.m.

### Sismicità
La valle dell'Ufita è interamente compresa nel distretto sismico dell'Irpinia. Nel comune di Grottaminarda (epicentro del disastroso terremoto del 1732) vi è un centro per la sismologia e l'ingegneria sismica gestito dall'Istituto Nazionale di Geofisica e Vulcanologia. Il centro, mediante una sala di monitoraggio sismico, collabora allo sviluppo di una rete sismica nazionale che consente l'immediata localizzazione automatica degli eventi sismici che avvengono nell'ambito del territorio nazionale.

## Storia
Al centro della valle, in località Fioccaglie di Flumeri, si rinvengono i resti di un forum graccano. Tale antico insediamento, distrutto durante la guerra sociale (I secolo a.C.), era situato sul punto di incrocio tra la Via Appia (che univa Roma a Brindisi) e la Via Aemilia, quest'ultima diretta verso il vicus di Aequum Tuticum e forse in Apulia.

## Economia

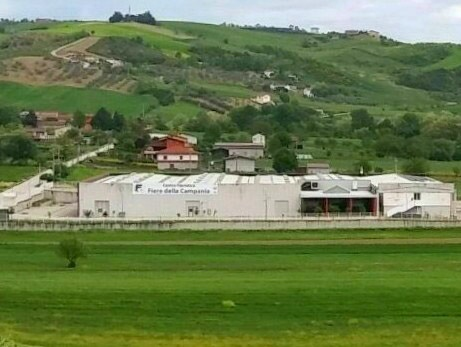
Il polo fieristico della Comunità montana dell'Ufita

### Agricoltura
Il fondovalle dell'Ufita si caratterizza soprattutto per le colture irrigue intensive, grazie alla presenza di un sistema di irrigazione (realizzato dal Consorzio di bonifica dell'Ufita) che sfrutta l'acqua emunta dalla falda sottostante e accumulata in invasi collinari nonché in una diga situata nei pressi di Castel Baronia. Nelle aree non irrigue è invece diffusa la coltivazione estensiva dei cereali e del pomodorino, un prodotto tipico che si fregia del marchio PAT.
Sulle colline che circondano la valle è assai praticata la coltura degli olivi di varietà Ravece destinati alla produzione dell'olio di oliva Irpinia - Colline dell'Ufita, fregiantesi invece del marchio DOP. Discreta è anche la produzione di vino, principalmente della cultivar Aglianico.

### Artigianato
Tipica dell'area è la produzione di ceramica, e in particolare della maiolica arianese, risalente all'epoca della dominazione normanna.

### Industria
La principale area industriale, facente capo al comprensorio ASI, è situata nel comune di Flumeri, ove vi è un grande stabilimento metalmeccanico appartenente alla società Industria Italiana Autobus e sono inoltre attivi opifici specializzati nella produzione di pasta e nella lavorazione delle carni. Altre aziende, attive in prevalenza nel settore agro-alimentare, sono localizzati anche nei comuni di Ariano Irpino, Castel Baronia, Frigento e Sturno.

## Trasporti
L'area è facilmente raggiungibile grazie al casello "Grottaminarda" dell'autostrada A16 Napoli-Canosa, che taglia la valle per un breve tratto. La viabilità interna è inoltre agevolata dalla strada statale 90 delle Puglie (erede della seicentesca strada regia delle Puglie) e dalle sue varianti o diramazioni.
Lo scalo ferroviario di riferimento è la stazione di Ariano Irpino, attiva dal 1868 e posta sulla tratta Benevento-Foggia della linea Roma-Bari. Una nuova moderna infrastruttura ferroviaria, destinata a servire l'intera Irpinia, è inoltre in fase di costruzione proprio al centro della valle, nello stesso territorio di Ariano Irpino.

## Comuni
I comuni che geograficamente si affacciano almeno in parte sulla Valle Ufita sono:
- Apice
- Ariano Irpino
- Bonito
- Carife
- Castel Baronia
- Flumeri
- Frigento
- Grottaminarda
- Guardia Lombardi
- Melito Irpino
- Montecalvo Irpino
- San Nicola Baronia
- Sant'Arcangelo Trimonte
- Sturno
- Vallata
- Villanova del Battista

I suddetti comuni ricadono nella comunità montana dell'Ufita, ad eccezione di Apice (che ne ha fatto parte fino al 1998 per poi passare alla comunità montana del Fortore), di Guardia Lombardi (che rientra nella comunità montana Alta Irpinia), di Melito Irpino e Sturno (comuni non montani che però ne hanno fatto parte temporaneamente dal 1999 al 2009), di Sant'Arcangelo Trimonte (comune non montano ma comunque reintegrato dal 2023 alla comunità montana del Fortore) e di Bonito e Grottaminarda (anch'essi comuni non montani). Di contro il comune montano di Ariano Irpino, pur essendone a sua volta uscito nel 2009 a causa del numero di abitanti superiore a 20 000, costituisce tuttora la sede della comunità montana dell'Ufita.